# 杨娟娟
杨娟娟（1983年—），湖南新化人，汉族，中华人民共和国政治人物、第十二届全国人民代表大会湖南地区代表。
毕业于中央广播电视大学农业经济管理专业，担任湖南省新化县曹家镇展望村村委会主任。2013年，担任全国人大代表。